# Cabo North (Nova Escócia)

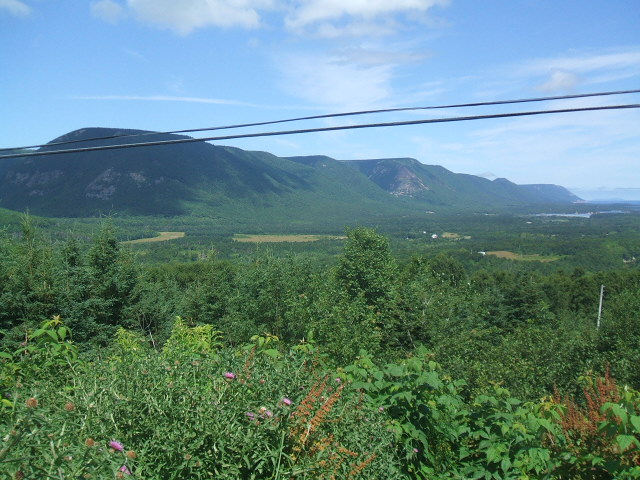
Sunrise Valley, Cabo North em 2010

Cabo North é um Cabo na ponta nordeste da Ilha do Cabo Bretão. Ele está na jurisdição do Condado de Victoria, Nova Escócia, Canadá. Os Miꞌkmaq o chamavam de Uktutuncok, que significa a "Montanha mais Alta".
O Cabo North é reivindicado como a "prema tiera vista" ou a primeira terra avistada pelo explorador John Cabot. Apesar da disputa em andamento, o evento é comemorado pelo Parque Provincial Cabots Landing.
O Farol de Cabo North foi construído em 1874, e um alarme de neblina foi adicionado em 1906. Ele foi desativado em 1989 e substituído por um farol moderno em 2010.